# Atlas van Loon

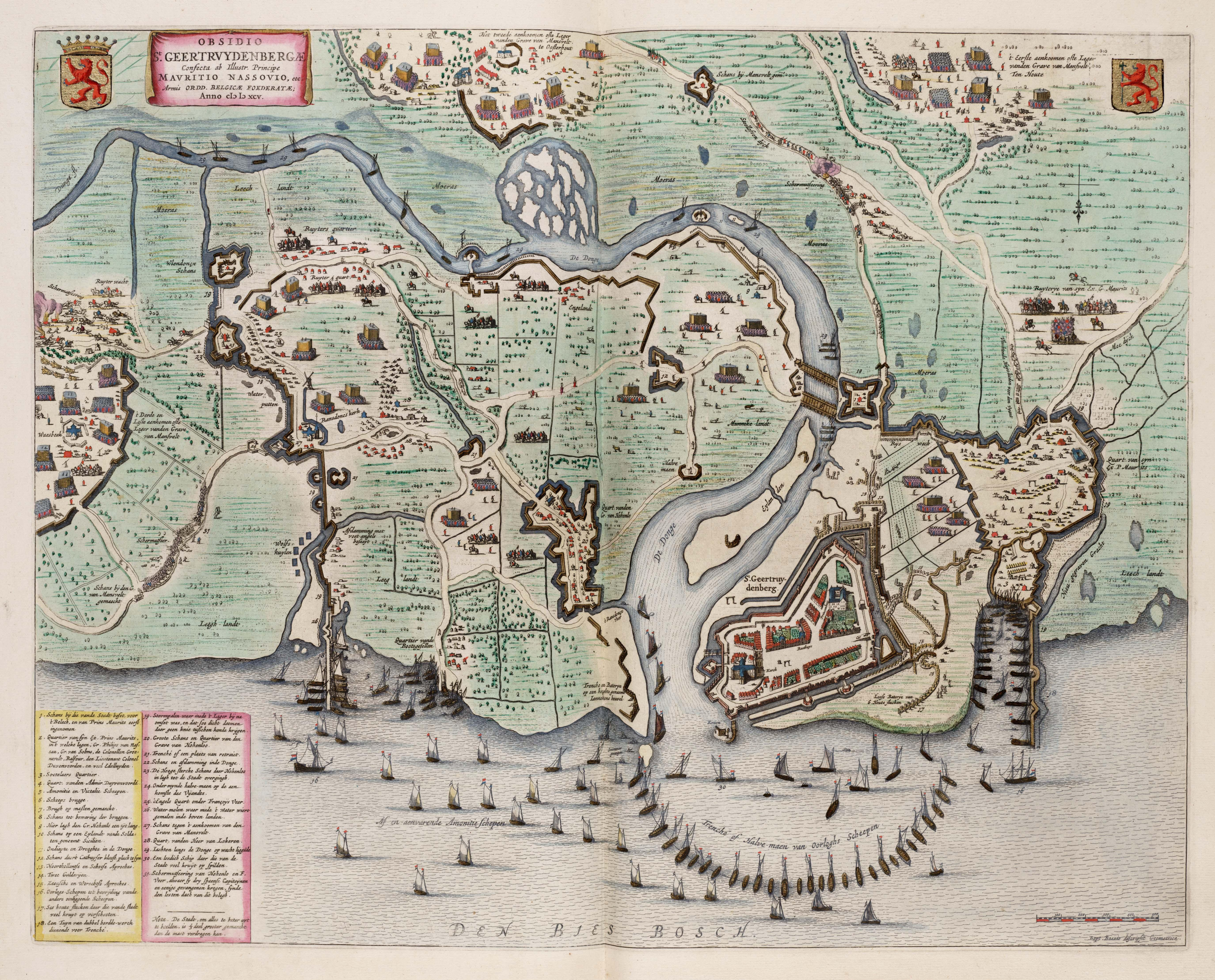
Belegering van Geertruidenberg. Baptista Boazio

De Atlas van Loon is een samengestelde atlas aangelegd door de Amsterdamse bankier Frederik Willem van Loon.
Van Loon is een telg uit het geslacht Van Loon. De verzamelatlas van in totaal 24 banden heeft hij laten inbinden door de Amsterdamse boekbinder Albert Magnus. Zeventien banden zijn sinds de jaren 20 van de 20e eeuw in het bezit van Het Scheepvaartmuseum, afkomstig van boekverzamelaar Anton Mensing. In 1995 verwierf het museum op een veiling in New York de band Grand atlas, contenant une parfaicte description du mondmaritime où Hydrographie générale de toute la Terre gemaakt door Johannes Janssonius. Twee banden bevinden zich in Museum Van Loon in Amsterdam. De overige vier banden bevinden zich in Nederlandse bibliotheken.

## Delen

### Delen Scheepvaartmuseum
- Deel I t/m IX: Nederlandstalige editie van Joan Blaeus Grooten Atlas uitgebracht tussen 1663 en 1665.
- Delen X, XI en XII: Blaeus stedenboeken van Italië over respectievelijk de Pauselijke Staat, Rome en het koninkrijk Napels en Sicilië, alle drie uit 1663.
- Delen XIII en XIV: Twee delen van de Franse editie van Blaeus Atlas Maior over Frankrijk en Zwitserland, tevens uit 1663.
- Delen XV en XVI: Blaeus Tooneel der Steeden over de Noordelijk en Zuidelijke Nederlanden, gepubliceerd in 1649.
- Deel XVII: De Franse editie van Johannes Janssonius' Zeeatlas uit 1657.
- Deel XVIII: Pieter Goos' Zee-atlas ofte water-wereld uit 1676.

### Delen in andere collecties
- Flandria illustrata van Antonius Sanderus, deel II, (1644), Koninklijke Bibliotheek van België.
- Rerum per octennium van Barlaeus (1644) (privecollectie).
- Théâtre du Monde VI contenant le vieil monde van Janssonius, deel 6 van zijn Franse Atlas Novus, Universiteitsbibliotheek van Amsterdam.
- Nieuwe groote zeespiegel van Pieter Goos (1641), Universiteitsbibliotheek van Amsterdam.
- De tweedelige Theatrum Statuum Sabaudiæ van Blaeu (1682), Museum Van Loon[3].